# إدموند غيمسا
إدموند غيمسا (بالبولندية: Edmund Giemsa)‏ مواليد 16 أكتوبر 1912 في بولندا - الوفاة 30 سبتمبر 1994، هو لاعب كرة قدم بولندي سابق، كان يلعب في مركز الدفاع. سبق له أن لعب في كأس العالم لكرة القدم مع منتخب بلاده في مونديال عام 1938.

## روابط خارجية
- إدموند غيمسا على موقع الاتحاد الدولي (مؤرشف)  (الإنجليزية)
- إدموند غيمسا على موقع قاعدة بيانات كرة القدم.إي يو (الإنجليزية)
- إدموند غيمسا على موقع Soccerway.com (الإنجليزية)